# Maladera flammea
Maladera flammea är en skalbaggsart som beskrevs av Brenske 1898. Maladera flammea ingår i släktet Maladera och familjen Melolonthidae. Inga underarter finns listade i Catalogue of Life.